# Eishockeytorwart
Der Torwart (oft auch einfach als Goalie oder vor allem in Großbritannien als Netminder bezeichnet) hat im Eishockey die Aufgabe, die Schüsse des Gegners abzuwehren und so den Torerfolg der gegnerischen Mannschaft zu verhindern. Im Profi-Eishockey handelt es sich um eine äußerst spezialisierte Position, die sowohl ein eigenes Training als auch eine spezielle Ausrüstung erfordert.

## Aufgabenbereich und Reglement
Die wichtigste Aufgabe des Torhüters ist das Abwehren der gegnerischen Schüsse. Er bildet damit das letzte Glied in der Verteidigungskette seiner Mannschaft und muss in einem durchschnittlichen Spiel etwa 30 Schüsse abwehren, wobei die Feldspieler ihn nach Kräften unterstützen und versuchen, das Ausspielen der Verteidigung bzw. des Torhüters zu verhindern. Ein wichtiges Augenmerk wird dabei auf die sogenannten Rebounds gelegt, also Schüsse, die der Torhüter zwar abwehren, aber nicht festhalten kann, und die daher die Gefahr eines schnellen zweiten Torschusses in sich bergen. Eine eingespielte Verteidigung kann diese Rebounds schnell aus der Gefahrenzone bringen und im Idealfall selbst einen Angriff über einen sogenannten Konter einleiten.
Im Lauf der Zeit hat sich das Aufgabengebiet des Torhüters aber wesentlich erweitert, sodass er heute oft auch eine aktive Rolle im Spielgeschehen übernimmt. So kann er hinter dem eigenen Tor den Puck stoppen und für einen eigenen Feldspieler vorbereiten. Im modernen Eishockey greift er oft auch aktiv mit Pässen in das Spielgeschehen ein und kann so durch einen Pass einen Angriff einleiten, jedoch hängt diese aktive Spielweise stark von den individuellen Fähigkeiten ab und birgt das Risiko in sich, dass der Puck von den gegnerischen Spielern abgefangen werden kann.
Das Spiel des Torhüters kann in manchen Fällen auch eine psychologische Wirkung auf die Mannschaft haben. Ein sicherer Torhüter ermöglicht eine offensivere Spielweise und kann in entscheidenden und knappen Situationen den nötigen Rückhalt geben.

### Der Torraum

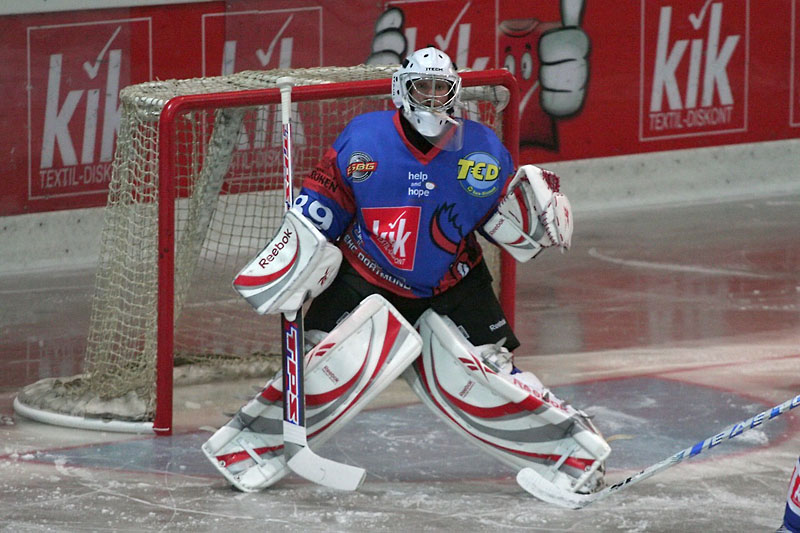
Der Torraum (goal crease) ist der halbkreisförmige Bereich vor dem Tor.

Speziell dem Goalie zugerechnet ist der halbkreisförmige Bereich vor dem Tor, der im Allgemeinen als goal crease (oder auch nur crease bzw. im Deutschen Sprachbereich als Torraum) bezeichnet wird. Innerhalb dieses Bereichs darf ein Torhüter von den gegnerischen Stürmern nicht bei der Ausübung seiner Tätigkeit behindert werden bzw. darf sich kein gegnerischer Spieler in diesem Bereich befinden, wenn ein Tor erzielt wird. Ein Verstoß gegen diese Regelung wird als Torraumabseits bezeichnet.
Der Torraum ist in den nordamerikanischen Profiligen etwas kleiner als üblich und an beiden Seiten durch eine senkrechte Linie begrenzt, die ihn insgesamt etwas schmaler machen. In Europa wird mit einem halbkreisförmigen Torraum gespielt.
In einigen vor allem nordamerikanischen Ligen ist der Aktionsradius des Torhüters durch zwei Linien links und rechts hinter dem Tor beschränkt, die zusammen mit der Torlinie und der Bande hinter dem Tor einen trapezförmigen Bereich bilden (die sogenannte Goaltender trap zone oder einfach trapezoid). Der Torhüter darf nur innerhalb dieses Bereichs aktiv den Puck an einen Mitspieler passen. Tut er es außerhalb dieses Raums, so wird eine kleine Strafe ausgesprochen. Diese Regelung wurde zu Beginn der Saison 2004/05 in der nordamerikanischen Minor League American Hockey League getestet, um den Spielfluss zu unterstützen und bei Teams mit spielerisch starken Torhütern den Vorteil zu relativieren. Zur Spielzeit 2005/06 wurde diese Regel auch in die Statuten der National Hockey League aufgenommen.

### Spezielles Reglement
Entgegen den Feldspielern darf ein Torhüter den Puck „einfrieren“ und kann damit das Spiel unterbrechen. Hierzu wird der Puck vom Torhüter mit dem Fanghandschuh bedeckt bzw. festgehalten. Der Torhüter hat jedoch auch die Möglichkeit, den Puck nach einem Save an einen der Mitspieler weiterzupassen und das Spiel somit am Laufen zu halten. In Situationen, wo der Torhüter den Puck zwar aufhält, aber nicht genau weiß, wo dieser sich befindet, kann er sich mit dem ganzen Körper auf den Puck legen und so das Spiel ebenfalls unterbrechen.
Ein Torhüter darf die rote Mittellinie nicht überschreiten. Damit zusammenhängend ist es ihm auch nicht erlaubt, zur Spielerbank zu fahren, es sei denn, er verlässt das Eis (siehe Empty-Net-Situationen) bzw. er wird durch einen anderen Torhüter ersetzt.
Im Gegensatz zu den Feldspielern darf ein Torhüter außerdem auch bis zur nächsten Spielunterbrechung mit einem gebrochenen Schläger weiterspielen. Es ist ihm jedoch nur während des laufenden Spiels erlaubt, zur Spielerbank zu fahren und den Schläger zu ersetzen. Tut er dies während einer Unterbrechung, so wird eine kleine Bankstrafe verhängt.
Erhält ein Torhüter eine kleine Bankstrafe, so sitzt ein Mitspieler diese für ihn auf der Strafbank ab, die Strafe selbst jedoch wird auf dem Spielbericht dem Torhüter zugesprochen. Wird eine große Strafe ausgesprochen, die eine Spieldauer- oder Matchstrafe zur Folge hat, so muss der Torhüter durch einen Ersatztorwart oder einen Feldspieler ersetzt werden, dem zehn Minuten zum Anlegen der Ausrüstung zugesprochen werden.
Ein Torhüter darf unter normalen Umständen nicht zum Mannschaftskapitän ernannt werden. Zu dieser Regel gab es mit Roberto Luongo, dem ehemaligen Kapitän der Vancouver Canucks aus der National Hockey League, jedoch auch eine Ausnahme. Allerdings durfte Luongo das charakteristische C nicht offiziell auf dem Dress tragen. Stattdessen ließ er den Buchstaben im Kinnbereich seiner Maske in das Design integrieren. Ebenso war es ihm untersagt, im Spielverlauf mit den Schiedsrichtern zu diskutieren. Diese Aufgabe übernahmen seine Assistenten.

### Empty-Net-Situationen

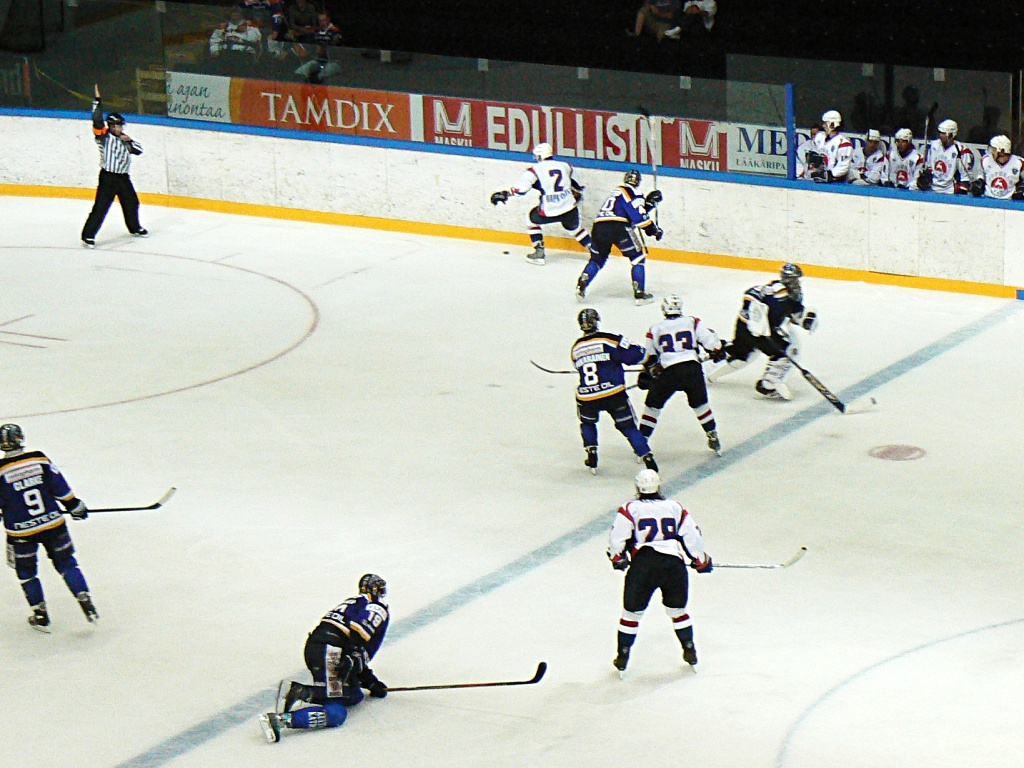
Der Schiedsrichter (oben links) zeigt eine Strafe an und wartet darauf, dass das zu bestrafende Team (weiß) in Puckbesitz kommt. Gleichzeitig verlässt der Torwart (rechts, schwarz) sein Tor und fährt zur Spielerbank, damit der Extra-Angreifer eingreifen kann.

Im Normalfall ist der Torhüter der einzige Spieler einer Mannschaft, der sich während der gesamten Dauer des Spiels auf dem Eis befindet. Hierzu gibt es jedoch zwei wichtige Ausnahmen. Wird eine Strafe gegen die gegnerische Mannschaft angezeigt, so unterbricht der Schiedsrichter das Spiel erst, wenn der Gegner Kontrolle über den Puck erlangt. Dies bedeutet, dass der Gegner aus eigener Kraft in dieser Zeit kein Tor schießen kann. Der Torhüter wird daher kurzzeitig durch einen weiteren Feldspieler ersetzt, um die Möglichkeit für einen eigenen Torerfolg zu erhöhen.
Im Falle eines knappen Rückstandes gegen Ende des Spiels wird der Torhüter oft auch ohne vorher angezeigte Strafe aus dem Spiel genommen. In einem solchen Fall besteht jedoch das Risiko, dass die gegnerische Mannschaft Kontrolle über den Puck erlangt und so ihrerseits ein weiteres Tor erzielt. Solche Tore werden als Empty Net Goal bezeichnet.

## Ausrüstung
Da Eishockeytorhüter im Spielgeschehen auch Schlagschüsse mit Geschwindigkeiten von bis zu 170 km/h aufhalten müssen, verfügen sie über eine äußerst effektive Schutzausrüstung. In den Anfangszeiten des Spiels beschränkte sich diese oft auf die sogenannten leg pads (Beinschoner), was regelmäßig Verletzungen der anderen Körperteile zur Folge hatte. Heute besteht die Ausrüstung der Torhüter aus High-Tech-Materialien, die einerseits die bei den Schüssen freiwerdenden Energien gut absorbieren können und andererseits dem Spieler maximale Bewegungsfreiheit gewähren. Die wichtigsten Teile der Ausrüstung sind:
- Beinschoner (leg pads): Die an den Unterschenkeln getragenen Schützer, die auch dem Aufhalten des Pucks dienen. Die Größe der Schoner ist heute detaillierten Reglements unterworfen. Sie sollten mindestens acht bis zehn Zentimeter über die Knie reichen, um einerseits diese effektiv zu schützen und andererseits im Butterfly das Schließen der Lücke zwischen den Beinen zu ermöglichen.
- Blocker: Der an der Stockhand getragene Protektor dient einerseits dem Schutz der Hand und des Gelenks, andererseits können damit Schüsse abgewehrt bzw. in die Rundung hinter dem Tor abgelenkt werden, um so den Puck aus der Gefahrenzone vor dem Tor zu bringen.
- Fanghandschuh: Dieser dient dem Fangen des Pucks bei hohen Schüssen und wird auch eingesetzt, um den Puck „einzufrieren“ und so das Spiel in gefährlichen Situationen zu unterbrechen. Ursprünglich entwickelte sich der Fanghandschuh (englisch auch oft als glove oder trapper bezeichnet) aus einem modifizierten Baseballhandschuh. Die heutigen Modelle verfügen über ein Netz, das zwischen Daumen und Zeigefinger eingearbeitet ist und das Fangen bzw. Festhalten des Pucks erleichtert. Wurde der Fanghandschuh früher mit den Fingern voran vor dem Körper gehalten, so bevorzugen heutige Spieler die offene Haltung des Handschuhs, das heißt, mit der Handfläche in Richtung des Schützen.
- Schlittschuhe: Die Schlittschuhe des Torhüters verfügen im Vergleich zu denen der Feldspieler über flachere Kufen, die auch anders geschliffen sind, um spezielle Bewegungsabläufe wie den shuffle zu ermöglichen.
- Torwartschläger (stick): Die Torwartschläger sind an der Unterseite breiter als die Schläger der Feldspieler und werden vom Torhüter im normalen Spiel weiter unten an der Stelle gehalten, wo der Schläger sich verbreitert. Sie dienen neben dem Pass-Spiel vor allem dem Abdecken des five hole zwischen den Beinen und dem Ablenken des Pucks in die Rundungen hinter dem Tor. Es gibt Schläger für beide Händigkeiten, jedoch gibt es auch hier Ausnahmen. Der Kanadier Travis Scott – als gelernter und später umgeschulter Rechtsfänger – verwendet beispielsweise immer noch einen Schläger für Rechtsfänger.
- Torwartmaske (mask): Die Torwartmaske dient dem Schutz von Kopf und Hals. Moderne Modelle sind aus Fiberglas und besitzen eine einzelne Öffnung vor Augen und Nase, die mit einem Gitter geschützt ist. Diese Version der Torwartmaske kann die Kräfte eines auftreffenden Pucks besser ableiten als die zwischenzeitlich favorisierte Version eines Feldspieler-Helms mit Gitter. Die Masken werden von den Torhütern meist individuell gestaltet und stellen innerhalb der Eishockey-Szene auch eine eigene Kunstform dar.

Der Torhüterschläger (rechts) ist breiter als der Schläger der Feldspieler.
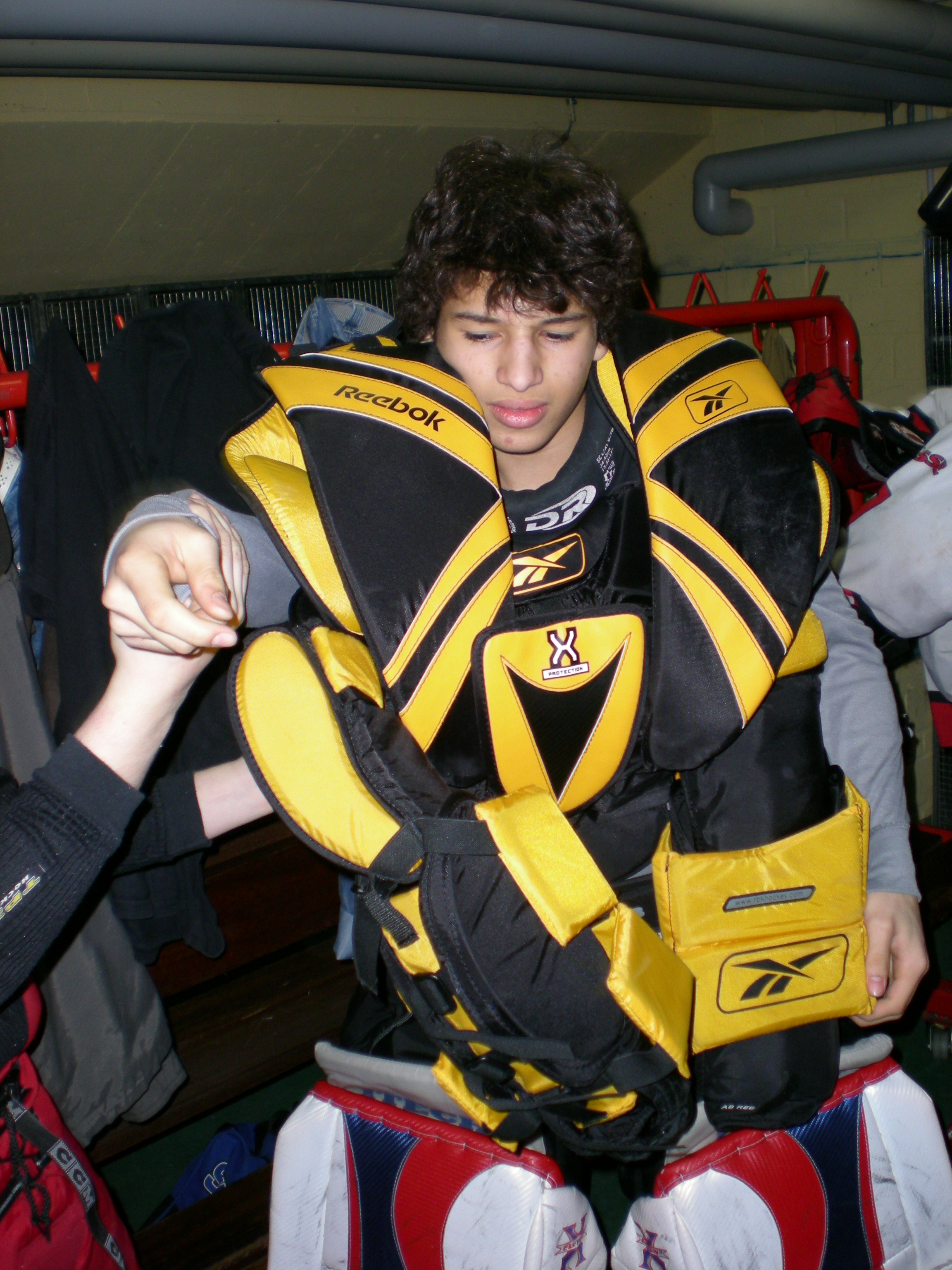
Der Brustpanzer schützt den Oberkörper.
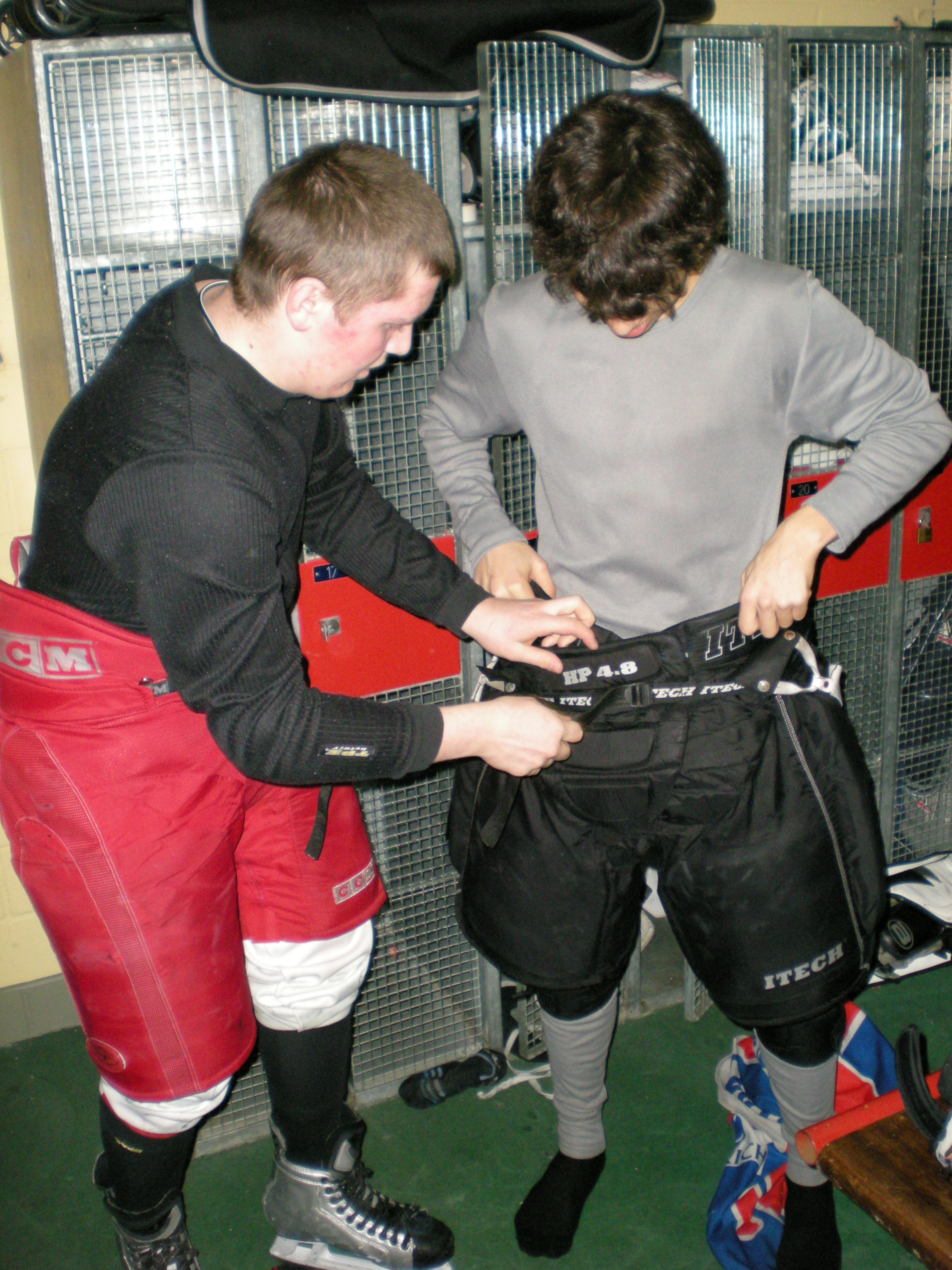
Eine spezielle Hose mit eingearbeiteten Protektoren schützt den Unterleib.
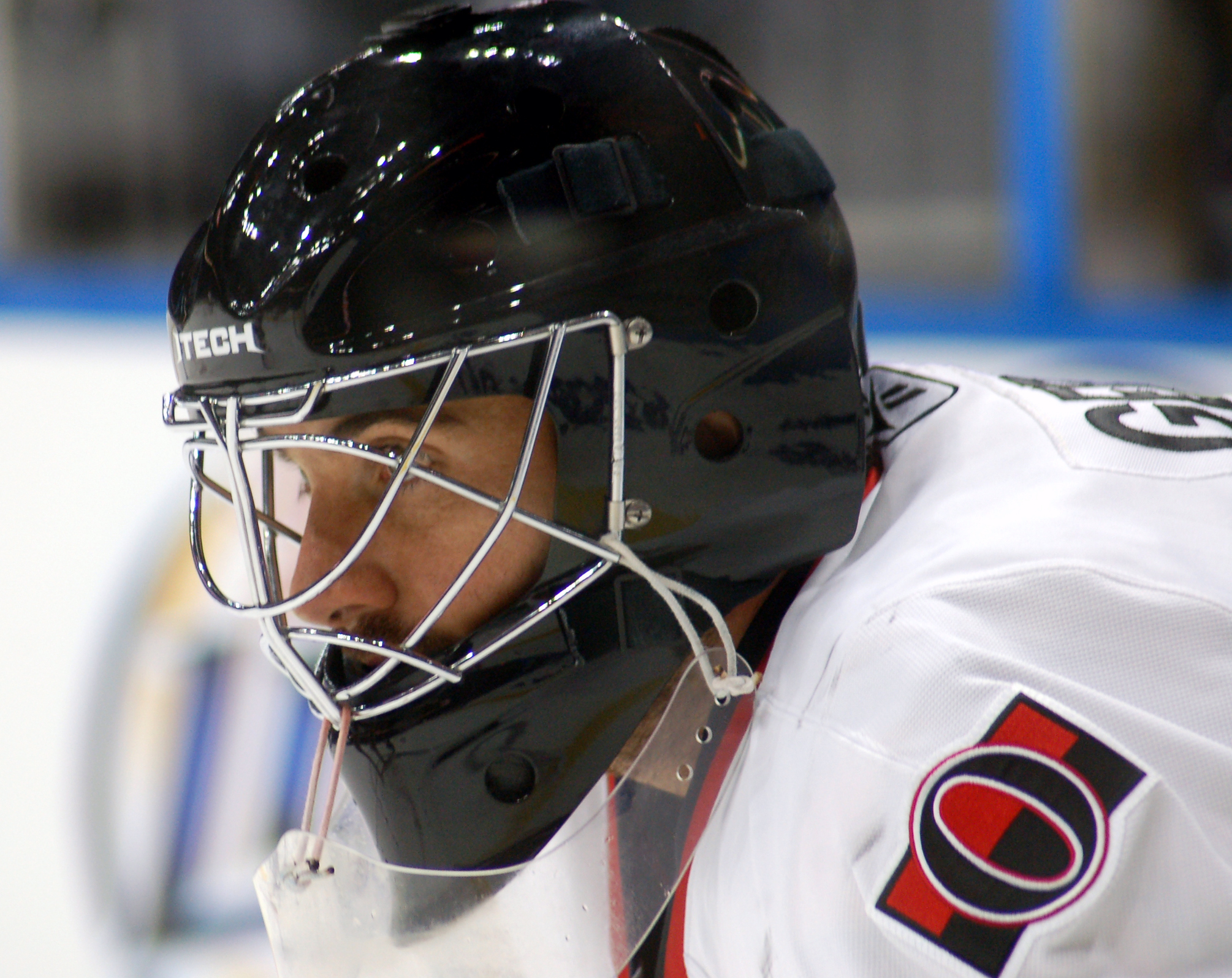
Martin Gerber trägt die heutige Standardmaske mit integriertem Gitterschutz.

### Reglement
Die Ausrüstung des Torhüters unterliegt strengen Regeln, deren Einhaltung auch während des Spiels von den Offiziellen überprüft werden darf. Vor allem die Größen der einzelnen Teile der Ausrüstung sind genau vorgegeben.
1. Torhüterschläger: Der Schläger darf eine maximale Gesamtlänge von 163 cm aufweisen, wobei der breitere untere Teil maximal 71 lang und 9 cm breit sein darf. Die Schaufel darf eine Länge von 39 cm und eine Breite von 9 cm aufweisen.
2. Blocker: Der Blocker darf eine maximale Größe von 38,1 in der Höhe und 20,32 cm in der Breite nicht überschreiten.
3. Fanghandschuh: Dieser darf einen maximalen Durchmesser von 46 cm, gemessen von der Handwurzel bis zur Spitze aufweisen, wobei der Gesamtumfang 114,3 cm nicht überschreiten darf.
4. Beinschoner: Die Leg pads dürfen eine maximale Breite von 28 cm aufweisen.

Diese vom Weltverband IIHF herausgegebenen Regeln dienen im Allgemeinen als grobe Vorgabe und können in einzelnen Ligen im Detail abweichen bzw. um weitere Punkte ergänzt werden. Zudem gelten sie für erwachsene Spieler. Für Jugendspieler können auch andere Standardwerte vorgegeben sein.

## Fachvokabular
Im Lauf der Jahre hat sich ein eigenes Vokabular entwickelt, um bestimmte Aktionen oder Ausrüstungsgegenstände zu beschreiben, die speziell mit dem Torhüter assoziiert werden.
- Backup: Ersatztorhüter
- Big Save: Das Halten eines torgefährlichen Schusses, oft in einer entscheidenden Situation
- Lie: Der Winkel zwischen dem Stock und der Schaufel des Schlägers. Je höher der Lie, desto mehr nähert sich dieser dem rechten Winkel.
- Poke check: Damit wird der Versuch bezeichnet, dem scheibenführenden Spieler mit Hilfe des eigenen Stocks und einer Art Stoß- oder Schussbewegung die Kontrolle über den Puck zu entziehen.
- Rebound: Ein gegnerischer Schuss, der vom Torhüter nicht festgehalten werden kann und zurück in die Zone vor dem Tor prallt. Nicht zu den Rebounds zählen Schüsse, die vom Torhüter bewusst in die Rundungen hinter dem Tor abgelenkt werden.
- Save: Das Halten eines gegnerischen Schusses, wobei dies nur für Schüsse gilt, die in Abwesenheit eines Torhüters zum Torerfolg geführt hätten. Das Abwehren eines Schusses, der nicht ins Tor gegangen wäre, wird per definitionem nicht als Save bezeichnet.
- Screen shot: Ein bewährtes Mittel der angreifenden Spieler ist es, dem Torhüter die Sicht zu nehmen. Diese Taktik wird als Screening (in etwa: Abschirmen) bezeichnet. Wenn der Torhüter keine freie Sicht auf den Puck hat, muss er aus Erfahrung den Weg des Pucks vorausahnen. Manche Torhüter versuchen auch, sich durch leichtes Checken der Gegenspieler die nötige Sicht zu verschaffen, was jedoch auch in einer Strafe resultieren kann.

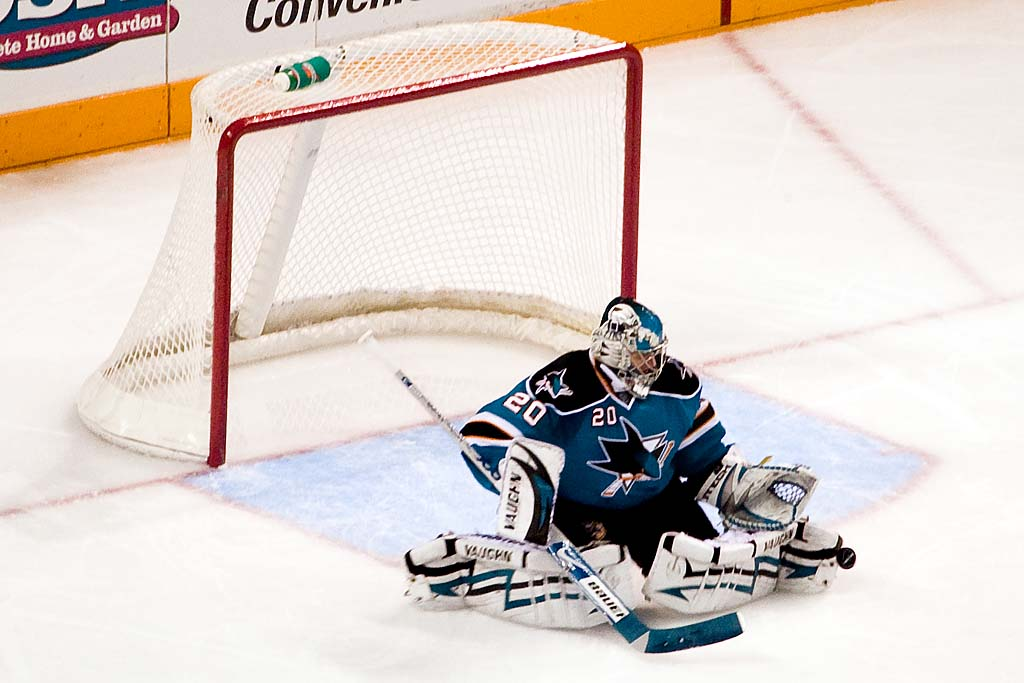
Jewgeni Nabokow bei einem Toe Save.

- Shutout: Ein vollständig absolviertes Spiel (ohne Wechsel durch einen Backup-Torhüter), bei dem kein Gegentor zugelassen wurde.
- Skate Save oder Toe Save: Das Stoppen oder Abwehren des Pucks mit Hilfe der Schlittschuhe.
- Slot: Der Bereich unmittelbar vor dem Torraum und damit der günstigste Bereich, um ein Tor zu erzielen. Die angreifende Mannschaft versucht, immer mindestens einen ihrer Spieler im Slot zu positionieren, da hier die Chancen, einen abgefälschten Schuss ins Tor zu bringen, am größten sind.
- Stellungsspiel: Damit wird der Versuch des Torhüters bezeichnet, durch seine Positionierung einen möglichst großen Teil des Tores zu bedecken und es damit dem angreifenden Spieler zu erschweren, einen Torerfolg zu erzielen. Im Idealfall bilden der Mittelpunkt der Torlinie, der Torhüter und der Puck eine gerade Linie. Durch eine Bewegung aus dem Tor bzw. zurück zum Tor kann der Torhüter zusätzlich einen größeren Teil des Tores verdecken, was im Allgemeinen als Winkel verkürzen bezeichnet wird. Da dieses Spiel gute eisläuferische Fähigkeiten erfordert, wird es mit den Torhütern speziell trainiert. Es wird oft gesagt, der Torhüter sei im Idealfall der beste Eisläufer im Team.
- Stick Save: Damit wird das Aufhalten des Pucks mit Hilfe des Stocks bezeichnet.
- Zone: Ein sehr konzentrierter Torhüter kann während des Spiels einen Zustand erreichen, in dem er so sehr in das Spiel vertieft ist, dass in seiner subjektiven Wahrnehmung das Spielgeschehen auf dem Eis langsamer abläuft. In dieser Phase kann ein Torhüter scheinbar über sich hinauswachsen. Man sagt dann, er sei in the zone.

### Holes
Als Holes werden die fünf offenen Stellen im Tor bezeichnet, die ein Torhüter in der Grundposition nicht bedeckt. Die Bezeichnungen sind nicht von der Seite, sondern von der Händigkeit des Torhüters abhängig. Rechts- und linkshändige Torhüter sind also spiegelbildlich. Die einzelnen Holes sind:

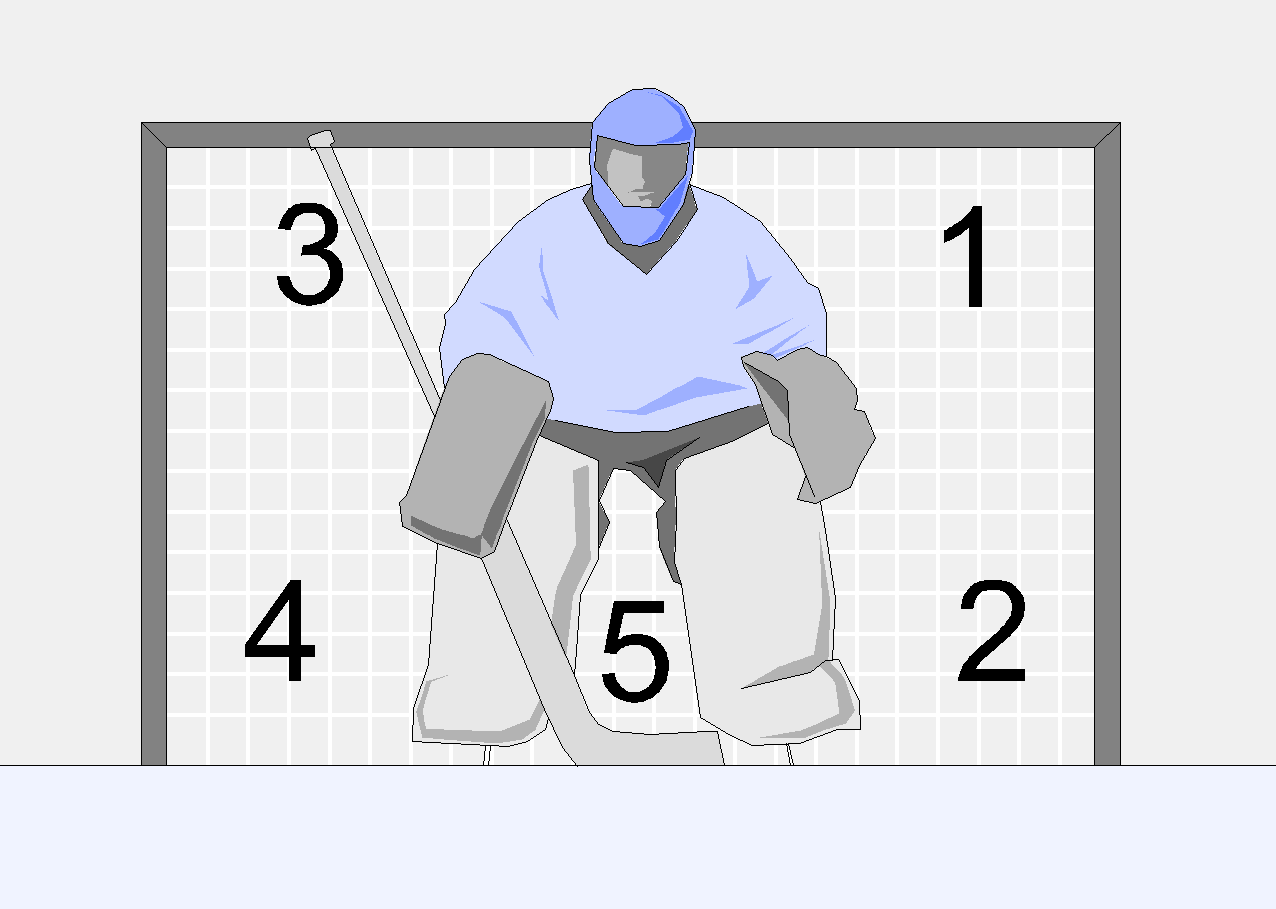
Die sogenannten Holes bei einem linksfangenden Torhüter.

1. Fanghandseite hoch: Zwischen dem Fanghandschuh und der Querlatte bzw. dem Oberkörper und dem Pfosten. Schüsse in diesen Bereich werden mit dem Fanghandschuh gehalten.
2. Fanghandseite tief: Zwischen dem Fanghandschuh und dem Eis bzw. dem Bein und dem Pfosten. Bei Butterfly-Spielern wird dieser Bereich im Normalfall durch den Beinschoner abgedeckt.
3. Stockseite hoch: Der Bereich zwischen der Stockhand und der Querlatte bzw. dem Oberkörper und dem Pfosten. Schüsse in diesen Bereich werden mit dem Blocker (siehe Ausrüstung) gehalten.
4. Stockseite tief: Zwischen der Stockhand und dem Eis bzw. dem Bein und dem Pfosten. Wie auch auf der gegenüberliegenden Seite werden Schüsse in diesem Bereich im Regelfall mit dem Beinschoner abgewehrt.
5. Five Hole: Hiermit wird der Bereich zwischen den Beinen bezeichnet. Dieser wird mit dem Stock geschützt bzw. im Butterfly-Stil mit Hilfe der beiden Beinschützer geschlossen.

## Grundlagen
Heute werden die Erfahrungswerte von Jahrzehnten des Spiels von speziellen Torwarttrainern an die jeweils nächste Generation weitergegeben und dabei ständig weiterentwickelt. Dabei muss ein Torhüter zunächst vor allem die grundlegenden Fertigkeiten erlernen.

### Grundpositionen

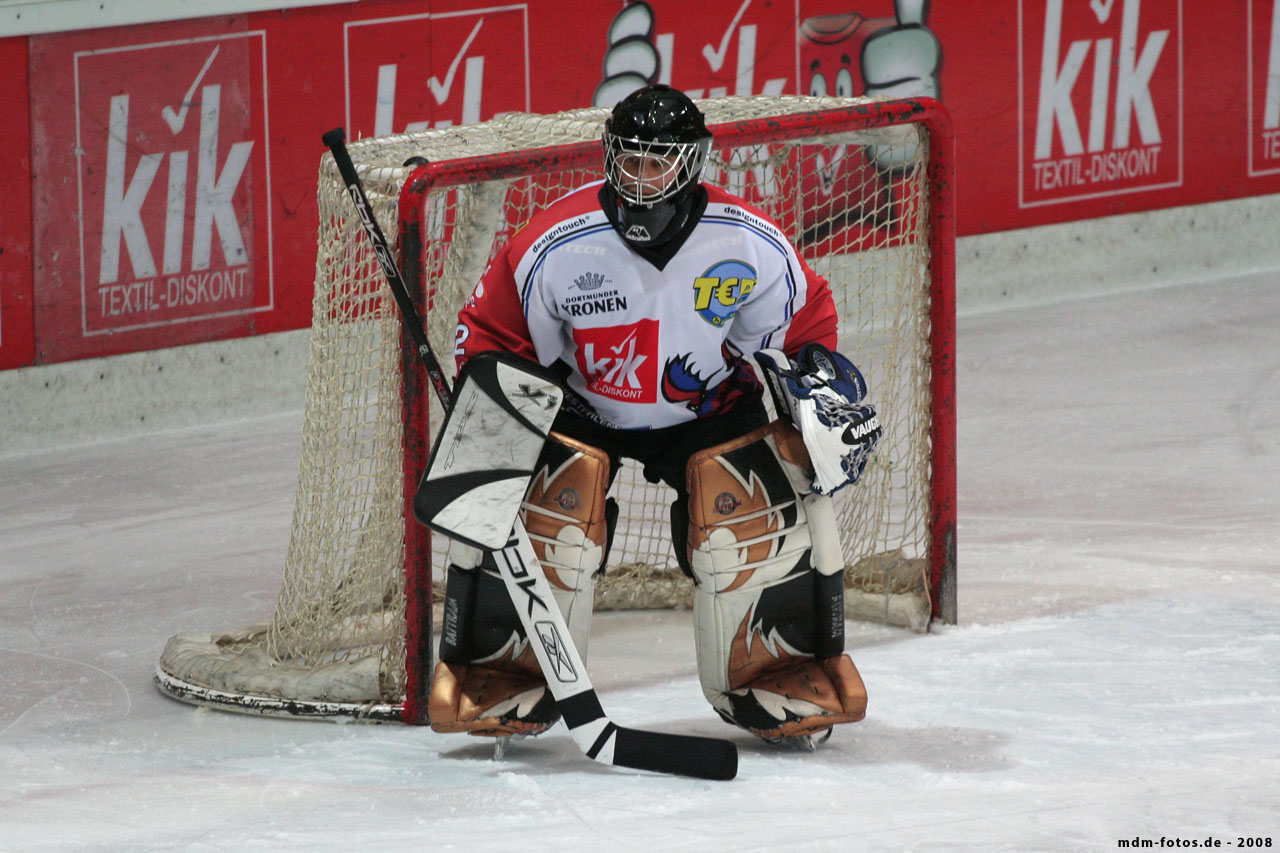
Torhüter in der Grundposition beim Beobachten des Pucks.

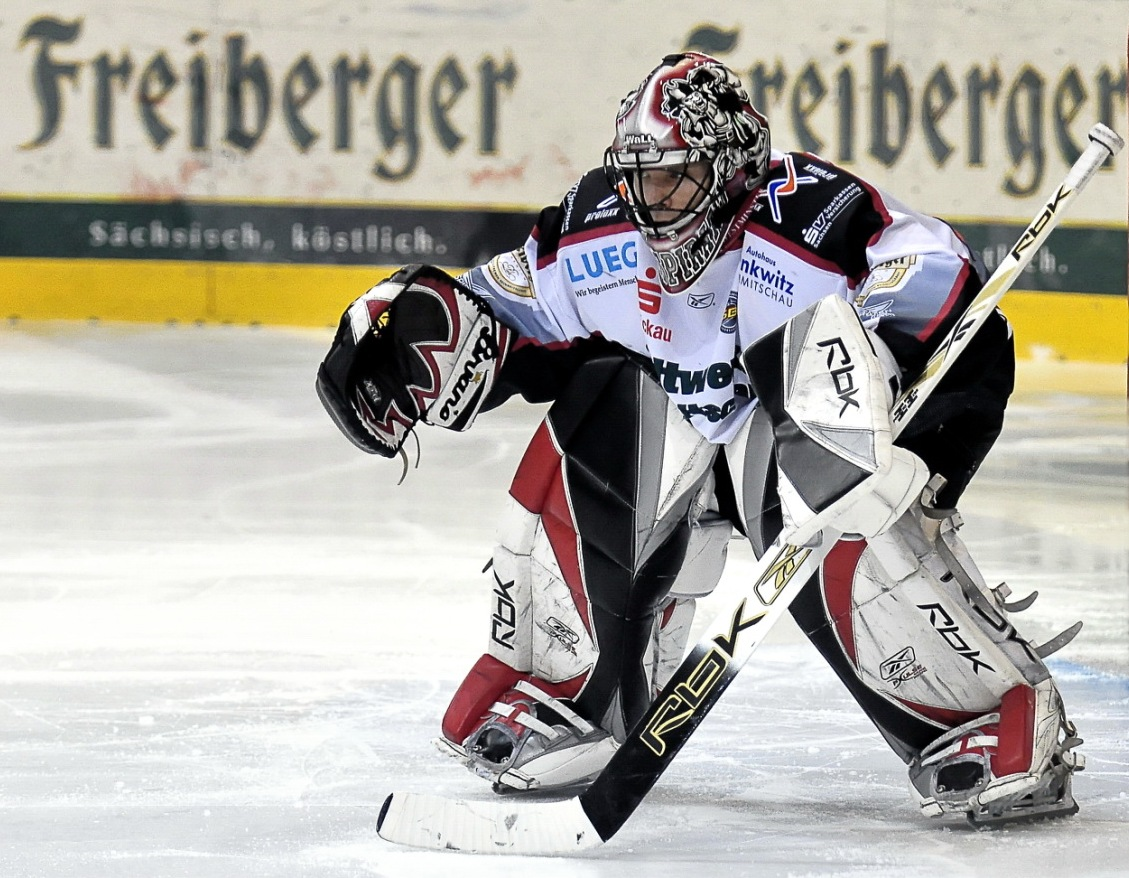
Marko Suvelo in Erwartung eines Schusses in der basic crouching position, weit nach vor gebeugt und mit stark abgewinkelten Knien und Ellbogen.

Die Grundposition wird im Englischen als basic standing position bezeichnet. Dabei hat der Torhüter die Beine so weit gespreizt, dass die Kufen der Schlittschuhe etwas weiter auseinander liegen als die Schultern. Die Knie sind leicht abgewinkelt, der Körper leicht nach vorne gebeugt, sodass das Gewicht auf dem vorderen Fußballen ruht. Die Fanghand wird leicht vom Körper abgespreizt und mit der Öffnung nach vorne positioniert. Mit der Stockhand wird der Schläger so positioniert, dass die Schaufel vor dem Spieler möglichst flach und mittig auf dem Eis liegt. Dabei sollte sie jedoch einen seitlichen Winkel aufweisen, um den Puck bei einem flachen Schuss in Richtung der Rundungen hinter dem Tor ablenken zu können. Der Stock selbst wird an jener Stelle gehalten, wo er sich verbreitert, dabei wird der Zeigefinger jedoch an der Außenseite ausgestreckt, während die übrigen Finger den Schaft umfassen. Die beiden Hände liegen dabei gerade so weit vor einer gedachten senkrechten Fläche durch den Kopf, dass sie noch am Rande des Gesichtsfeldes liegen.
Die zweite Position wird als basic crouching position bezeichnet (to crouch bedeutet in etwa kauern). Sie ähnelt der Grundposition, jedoch befindet sich der Torhüter in einer tieferen Hocke, und die Schlittschuhe stehen weiter auseinander. Knie und Ellbogen sind stark abgewinkelt, und das Gewicht lastet nun fast auf den Zehen. Diese Position wird in unmittelbarer Erwartung eines Schusses eingenommen.
Daneben gibt es noch die basic kneeling position. Dabei kniet der Torhüter so auf dem Eis, dass die Beinschoner flach auf dem Eis aufliegen. Der Oberkörper ist aufgerichtet, um das Tor so gut als möglich zu decken, und Fang- und Stockhand sind vom Körper abgespreizt. Die Schaufel des Schlägers wird dabei so vor den Körper gehalten, dass sie flach auf dem Boden liegt und einerseits den Raum zwischen den Beinschonern abdeckt und andererseits einen seitlichen Winkel aufweist, sodass Schüsse in Richtung der Rundungen abgelenkt werden.
Diese Position stellt – mit weit nach außen gespreizten Beinschonern – die Grundlage des Butterfly-Stils dar (siehe Spielstile). Weniger gelenkige bzw. junge Torhüter im Lernprozess beschränken sich auf das Spreizen desjenigen Beins, das sich in Richtung des Schützen befindet. Oft wird dieser „halbe“ Butterfly auch von Torhütern praktiziert, bei denen Verletzungen des Bewegungsapparates (vor allem im Bereich der oft strapazierten Adduktoren) noch nicht völlig auskuriert sind.

### Im Spielgeschehen
Die vordergründige Aufgabe des Torhüters ist das Abwehren von gegnerischen Schüssen. Daher muss der Torhüter immer das Spielgeschehen im Auge behalten und gleichzeitig die bestmögliche Deckung herstellen. Auch das Beobachten des Spiels unter solchen Umständen wird mit speziellen Übungen erlernt. Auch wenn der Puck sich hinter dem Tor befindet und der Torhüter das Geschehen dort beobachtet, muss er in Erwartung eines schnellen Passes in den Slot, also in den Raum vor dem Tor, möglichst viel Raum decken und gleichzeitig darauf achten, nur den Kopf in Richtung des Geschehens zu drehen. Die Grundhaltung des Körpers bleibt dabei erhalten.
Eine wichtige Aufgabe des Torhüters ist auch das Aufhalten des Pucks hinter dem Tor, wenn dieser von der gegnerischen Mannschaft tief in das Verteidigungsdrittel geschossen wird. Dies dient dazu, den Verteidigern das schnelle Aufnehmen des Pucks zu erleichtern. Dabei muss der Torhüter jedoch darauf achten, so schnell wie möglich in den Torraum zurückzukehren, um im Falle eines missglückten Befreiungsversuches zur Stelle zu sein.

### Eisläuferische Grundfertigkeiten
Entgegen der landläufigen Meinung ist der Torhüter im Profi-Eishockey einer der besten Eisläufer der Mannschaft. Dies ergibt sich daraus, dass er in der Lage sein muss, jedem möglichen Spielzug des Gegners gezielt und präzise zu folgen. Die wichtigsten Techniken sind hier aufgeführt:
- Um sich normal auf dem Eis fortzubewegen, benutzt der Torhüter den sogenannten T-push. Dabei wird ein Schlittschuh rechtwinkelig zur gewünschten Bewegungsrichtung positioniert, sodass der Spieler sich abstoßen kann.
- Der Shuffle ist eine spezielle seitliche Bewegung, die es dem Torhüter ermöglicht, der Bewegung des gegnerischen Spielers zu folgen. Dabei werden beide Schlittschuhe abwechselnd leicht bewegt, wobei jedoch die Beine möglichst geschlossen bleiben, um das five hole gut zu schützen.
- Das Telescoping bezeichnet die Vor- und Zurückbewegung, die vorwiegend zum Verkürzen des Winkels benutzt wird. Dabei wird der Abstand zwischen den Schlittschuhen verbreitert, um sich vorwärts zu bewegen und umgekehrt. Wichtig ist dabei, dass die Schlittschuhe während der Bewegung immer auf dem Eis aufgesetzt bleiben.

## Spielstile

### Stand-Up-Stil
Der älteste Stil wird im Allgemeinen als Stand-Up-Stil bezeichnet. Kennzeichnend ist, dass der Torhüter den Großteil des Spiels stehend absolviert und den Puck in erster Linie mit dem Stock (stick save) oder den Schlittschuhen (skate save) aufhält. Bis in die frühen 1960er Jahre hinein war dies der vorherrschende Stil in der National Hockey League, der vor allem von Spielern wie Jacques Plante gepflegt wurde. Dieser Stil ist zwar im Allgemeinen etwas anfälliger für flache Schüsse, jedoch kann der Torhüter das Spielgeschehen besser überblicken, da ihm von den gegnerischen Spielern vor dem Tor die Sicht nicht so einfach genommen werden kann. Ein weiterer Vorteil ist die Mobilität, da der Torhüter mit seinem Stellungsspiel sehr schnell auf neue Spielsituationen reagieren und diese aufgrund des größeren Überblicks oft auch schneller erkennen kann.
Diese Technik verlor im Verlauf der 1960er und 1970er Jahre mehr und mehr an Bedeutung, da der Butterfly-Stil im Allgemeinen ein konstanteres Spiel erlaubt. Dennoch gab es auch später noch Spieler, die auf diesen speziellen Stil vertrauten, wie etwa Artūrs Irbe oder Travis Scott.
Bekannte Vertreter des Stand-Up-Stils
- Artūrs Irbe
- Jacques Plante
- Bill Ranford

### Butterfly-Stil

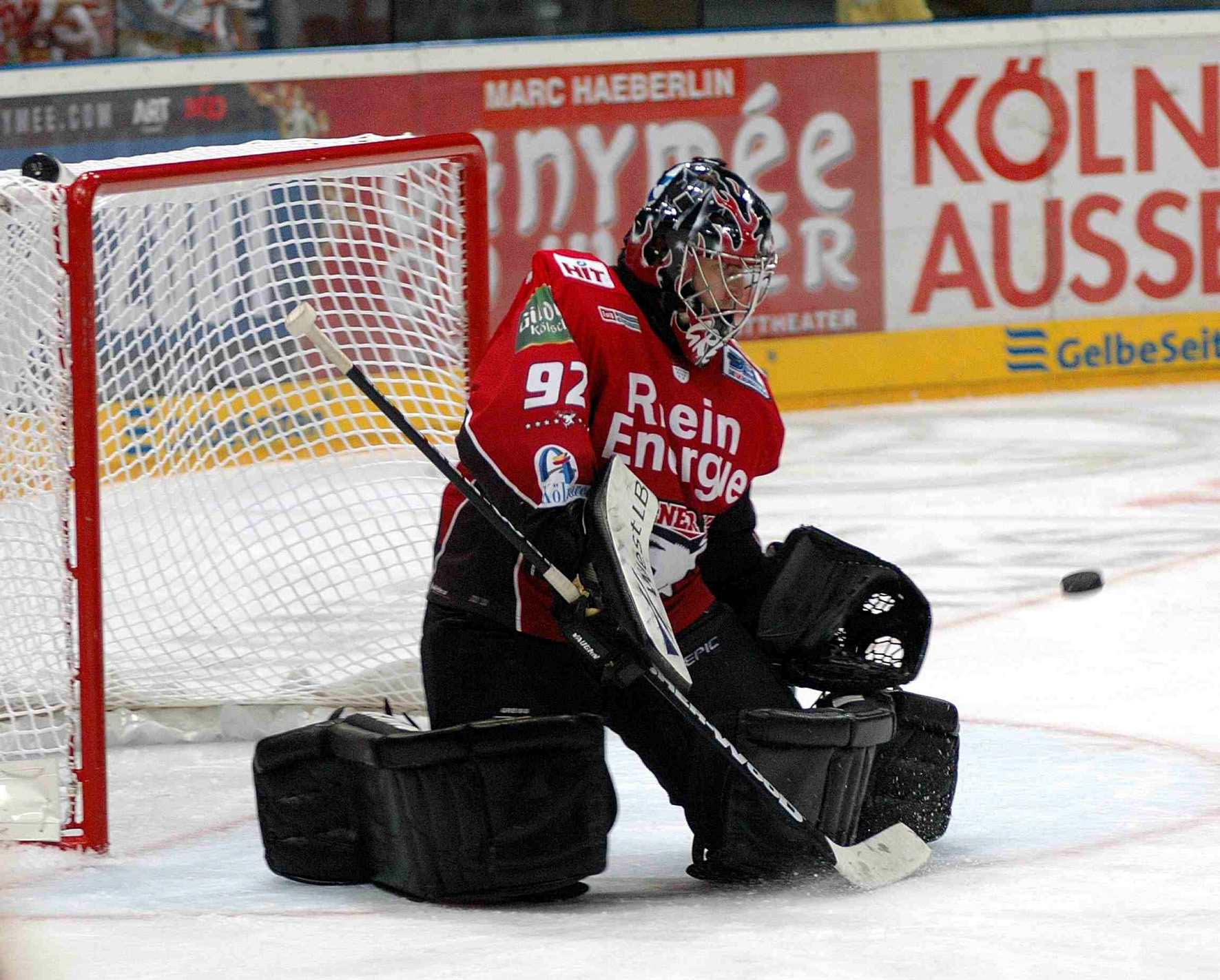
Der Torhüter Thomas Greiss im Butterfly.

Der heute am weitesten verbreitete Stil wird als Butterfly bezeichnet. Dabei lässt sich der Torhüter auf die Knie fallen und spreizt die Unterschenkel mit den Beinschonern so weit wie möglich vom Körper ab. Die Schoner werden vor dem Körper gleichzeitig zusammengezogen, um das sogenannte Five Hole, die Lücke zwischen den Beinen, zu schließen. Diese wird wiederum durch die Schaufel des Schlägers zusätzlich geschützt. Auf diese Weise wird eine Art „Mauer“ vor dem Tor gebildet, mit der insbesondere flache Schüsse gut abgewehrt werden können, die die Mehrheit der angetragenen Schüsse bilden. Als besonders wichtig werden hierbei das Positionsspiel und das Timing angesehen. Da der Torhüter im Butterfly jedoch nicht sehr gut die Position wechseln kann, wurden im Lauf der Zeit Techniken entwickelt, mit denen ein Torhüter sehr schnell wieder aufstehen bzw. im Butterfly auf dem Eis rutschen kann. Der Oberkörper muss im Butterfly immer aufgerichtet sein, wobei Fanghandschuh und Blocker seitlich neben dem Körper und tief gehalten werden, um zusätzlichen Schutz zu bieten. Die Muskulatur ist angespannt, um auch während eventueller Slides (das Rutschen auf dem Eis) die Körperhaltung bewahren zu können.
Entwickelt wurde der Stil in den 1960er und 1970er Jahren von Wegbereitern wie Glenn Hall und Tony Esposito. Als bester Butterfly-Goalie wird im Allgemeinen der Kanadier Patrick Roy angesehen.
Bekannte Vertreter des Butterfly-Stils
- Glenn Hall
- Tony Esposito
- Patrick Roy

### Hybrid-Stil
Diese Torhüter bedienen sich einer individuellen Mischung der beiden großen Stilrichtungen. Sie haben im Allgemeinen den Vorteil, nicht so leicht ausrechenbar zu sein wie Spieler, die eindeutig einem der beiden Stile zuzurechnen sind.
Bekannte Vertreter des Hybrid-Stils
- Martin Brodeur
- Pascal Leclaire
- Tim Thomas
- Ryan Miller

## Risikofaktoren und häufige Verletzungen
Bedingt durch die hoch spezialisierten Bewegungsabläufe und vor allem die enorme Beweglichkeit, die von Torhütern bisweilen verlangt und gezeigt wird, treten auch immer wieder typische Verletzungen auf, die in der Regel langwierig und schwer zu behandeln sind.
Sehr häufig betrifft dies die Adduktoren im Bereich der Leistenregion. Besonders Torhüter, die den Butterfly-Stil praktizieren, tendieren oft zu weiten Grätschen, um bei schnellen Querpässen unmittelbar vor dem Tor möglichst die gesamte Breite des Tores abzudecken. Die Folge sind oft Muskelfaserrisse oder ähnliche Verletzungen, die bisweilen Monate bis zur vollständigen Heilung benötigen. In Extremfällen kann die Leistungsfähigkeit des Torhüters auch dauerhaft beeinträchtigt sein. Des Weiteren treten häufig Verletzungen der Knie bzw. der Sehnen in diesem Bereich auf, die ebenfalls eine lange Heilungsphase besitzen. Aus diesen Gründen gehört ausreichendes Aufwärmen und Dehnen vor Spiel und Training zu den wichtigsten Vorbereitungen des Torhüters.
Trotz der heutigen, modernen Schutzausrüstung ist es auch durchaus möglich, dass sich der Torwart Schnittverletzungen durch die Kufe des Schlittschuhs eines Feldspielers zuziehen kann. Aufgrund der Schärfe der Kufe können diese Schnitte sehr tief sein und ebenfalls eine lange Verletzungsdauer zur Folge haben.
In den Anfangstagen des Sports, als die Spieler noch ohne Maske spielten, kam es des Öfteren auch zu direkten Treffern im Gesicht und am Hals, die in Platzwunden und Knochenbrüchen resultierten. Diese Gefahr ist heute weitgehend beseitigt, da moderne Masken aus Fiberglas die auftretenden Kräfte gut abfangen. Ein Versagen der Maske bzw. des vor dem Gesicht befindlichen Gitters kann zwar nie ganz ausgeschlossen werden, ist jedoch mittlerweile äußerst selten.

## Rückennummern
In den Anfangstagen des Eishockeyspiels war es üblich, die Spieler vom Torhüter aus nach Positionen durchzunummerieren. Da zu dieser Zeit Auswechslungen während des Spiels noch nicht üblich waren und die Nummern der Spieler eher mit der Position als mit dem Spieler selbst assoziiert wurden, war es durchaus üblich, dass im Falle einer Verletzung auch der zwischenzeitliche Ersatz im Tor die Nummer 1 trug. Erst mit der Notwendigkeit, bei einzelnen Spielen einen sogenannten Backup-Goalie im Lineup zu haben, wurden andere Nummern als die 1 für Torhüter üblich. Die auch heute noch oft gebräuchliche Nummer 30 entwickelte sich dabei mehr als Pragmatismus. Da höhere Nummern zu dieser Zeit noch nicht üblich waren, wurden die Nummern zwischen 2 und 30 im Regelfall von den Feldspielern getragen, und die zweiten Torhüter der Teams entschieden sich für die darauf folgenden Nummern.
Einer der ersten Torhüter mit der Nummer 30 war die NHL-Legende Terry Sawchuk, was viele andere zu dieser Zeit dazu inspirierte, dieselbe oder ähnliche Nummern zu verwenden. Im Lauf der Jahrzehnte verselbständigten sich diese praktischen Gründe und wurden zur Tradition. Die heute geläufigsten Trikotnummern von Torhütern – neben der 1 und 30 – liegen im Zahlenbereich zwischen 29 und 35 sowie im hohen 30er-Bereich bis hin zur 40. Zunehmender Beliebtheit erfreut sich die 20, in Anlehnung an den sowjetischen Schlussmann Wladislaw Tretjak.
Mit Martin Biron gab es auch einen Torhüter, der die Doppelnull als Rückennummer getragen hat. Dies ist bemerkenswert, da die Null aufgrund der orthografischen Ähnlichkeit im englischen auch als „Oh“ bezeichnet wird und Birons Rückennummer konsequent als „Oh-oh“ ausgesprochen wurde.

## Statistik

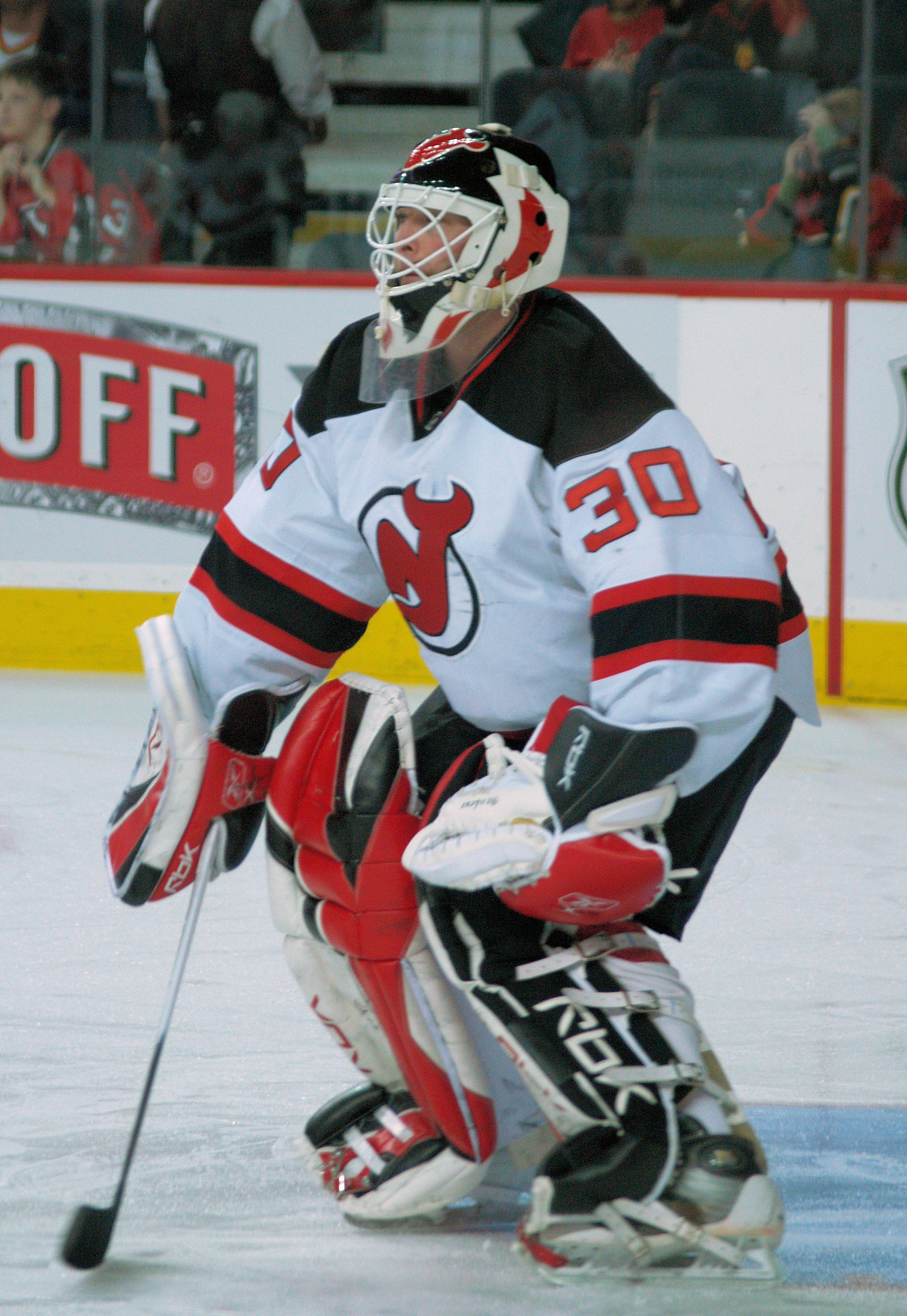
Martin Brodeur zählt zu den erfolgreichsten Torhütern aller Zeiten.

### Allgemeines
- Hauptartikel: Eishockey-Statistik

Wie für die Feldspieler werden in den Profi-Ligen weltweit auch Statistiken für Torhüter geführt. Was anfangs als eine Aufzeichnung der Siege und Niederlagen begann, wurde bald um den Gegentorschnitt erweitert. Die heute gebräuchlichste Statistik, um die Leistung eines Torhüters zu evaluieren, ist die sogenannte Fangquote oder Save Percentage. Dabei wird der Prozentsatz der gehaltenen an den insgesamt auf den Torwart abgefeuerten Schüssen errechnet. Zur NHL gibt es auch verschiedene inoffizielle Statistiken, die dazu auch die Qualität der Schüsse (shot quality), also in etwa den Schwierigkeitsgrad für den Torhüter, berücksichtigen. Da diese Bewertungen jedoch im Regelfall auf subjektiven Entscheidungskriterien beruhen, werden sie offiziell bis heute nicht anerkannt.

### Rekorde
Vor allem in der National Hockey League haben die im Laufe von Jahrzehnten aufgestellten Rekorde einen hohen Stellenwert. Heute ist es sehr selten geworden, dass einer der alten Rekorde durch aktive Spieler gebrochen wird, da sich viel in Spielweise und der Ausgeglichenheit der Liga geändert hat. In seinen 20 Jahren als Stammtorwart der New Jersey Devils stellte Martin Brodeur viele der – unter anderem von Patrick Roy und Terry Sawchuk aufgestellten – Rekorde ein.

## Tore von Torhütern
Im Lauf der Geschichte haben einige Torhüter auch selbst Tore erzielt. Dies basiert im Wesentlichen auf der Regel, dass im Falle eines Eigentors oder durch einen vom gegnerischen Spieler abgefälschten Schusses der letzte Spieler der eigenen Mannschaft, der den Puck berührt hat, das Tor zugesprochen bekommt. Es gibt jedoch auch einige Spieler, die tatsächlich aktiv am Torerfolg ihrer Mannschaft beteiligt waren. Wenn bekannt, ist dies in der folgenden Aufstellung vermerkt.

### National Hockey League

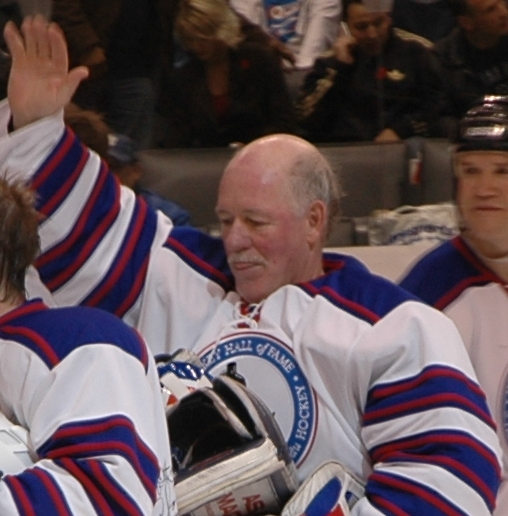
Billy Smith war der erste Torwart, dem in der NHL ein Tor zugesprochen wurde.

| Name            | Team                | Datum         | Gegner              | Art                                  |
| Billy Smith     | New York Islanders  | 28. Nov. 1979 | Colorado Rockies    | Eigentor der gegnerischen Mannschaft |
| Ron Hextall     | Philadelphia Flyers | 8. Dez. 1987  | Boston Bruins       | Tor selbst erzielt                   |
| Ron Hextall     | Philadelphia Flyers | 11. Apr. 1989 | Washington Capitals | Tor selbst erzielt                   |
| Chris Osgood    | Detroit Red Wings   | 6. März 1996  | Hartford Whalers    | Tor selbst erzielt                   |
| Martin Brodeur  | New Jersey Devils   | 17. Apr. 1997 | Montréal Canadiens  | Tor selbst erzielt                   |
| Damian Rhodes   | Ottawa Senators     | 2. Jan. 1999  | New Jersey Devils   | Eigentor der gegnerischen Mannschaft |
| Martin Brodeur  | New Jersey Devils   | 15. Feb. 2000 | Philadelphia Flyers | Eigentor der gegnerischen Mannschaft |
| José Théodore   | Montréal Canadiens  | 2. Jan. 2001  | New York Islanders  | Tor selbst erzielt                   |
| Jewgeni Nabokow | San Jose Sharks     | 10. März 2002 | Vancouver Canucks   | Tor selbst erzielt                   |
| Mika Noronen    | Buffalo Sabres      | 14. Feb. 2004 | Toronto Maple Leafs | Eigentor der gegnerischen Mannschaft |
| Chris Mason     | Nashville Predators | 15. Apr. 2006 | Phoenix Coyotes     | Eigentor der gegnerischen Mannschaft |
| Cam Ward        | Carolina Hurricanes | 26. Dez. 2011 | New Jersey Devils   | Eigentor der gegnerischen Mannschaft |
| Martin Brodeur  | New Jersey Devils   | 21. März 2013 | Carolina Hurricanes | Eigentor der gegnerischen Mannschaft |
| Mike Smith      | Phoenix Coyotes     | 19. Okt. 2013 | Detroit Red Wings   | Tor selbst erzielt                   |
| Pekka Rinne     | Nashville Predators | 9. Jan. 2020  | Chicago Blackhawks  | Tor selbst erzielt                   |
| Linus Ullmark   | Boston Bruins       | 25. Feb. 2023 | Vancouver Canucks   | Tor selbst erzielt                   |
| Tristan Jarry   | Pittsburgh Penguins | 30. Nov. 2023 | Tampa Bay Lightning | Tor selbst erzielt                   |

### American Hockey League

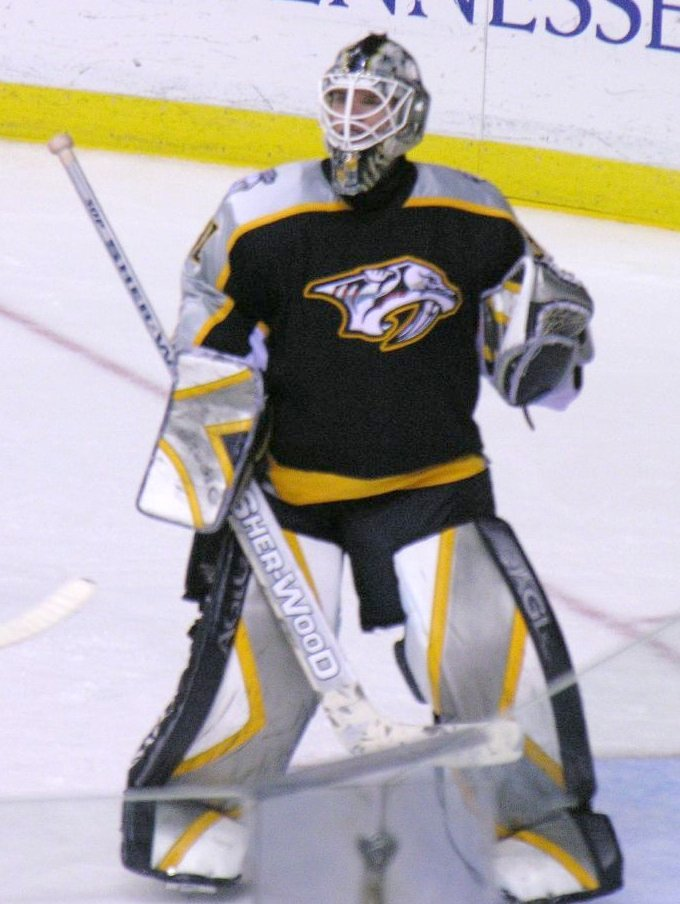
Chris Mason gelang das Kunststück eines Tors sowohl in der NHL als auch AHL.

| Name                | Team                           | Datum         | Gegner                   | Art                                  |
| Darcy Wakaluk       | Rochester Americans            | 5. Dez. 1987  | Utica Devils             | [ 26 ]                               |
| Paul Cohen          | Springfield Indians            | 28. März 1992 | Rochester Americans      | [ 26 ]                               |
| Robb Stauber        | Rochester Americans            | 9. Okt. 1995  | P.E.I. Senators          | [ 26 ]                               |
| Christian Bronsard  | Syracuse Crunch                | 30. Okt. 1999 | Rochester Americans      | Eigentor der gegnerischen Mannschaft |
| Jean-François Labbé | Hartford Wolf Pack             | 5. Feb. 2000  | Québec Citadelles        | [ 26 ]                               |
| Chris Mason         | Milwaukee Admirals             | 15. Okt. 2001 | Utah Grizzlies           | [ 26 ]                               |
| Antero Niittymäki   | Philadelphia Phantoms          | 11. Apr. 2004 | Hershey Bears            | [ 26 ]                               |
| Seamus Kotyk        | Milwaukee Admirals             | 17. Apr. 2005 | San Antonio Rampage      | Tor selbst erzielt                   |
| Drew MacIntyre      | Manitoba Moose                 | 20. Feb. 2008 | Chicago Wolves           | Eigentor der gegnerischen Mannschaft |
| Chris Holt          | Binghamton Senators            | 19. März 2010 | Rochester Americans      | Tor selbst erzielt                   |
| Reto Berra          | Lake Erie Monsters             | 16. Jan. 2015 | Chicago Wolves           | Tor selbst erzielt                   |
| Jonas Gustavsson    | Bakersfield Condors            | 24. März 2017 | San Diego Gulls          | Eigentor der gegnerischen Mannschaft |
| Alex Nedeljkovic    | Charlotte Checkers             | 10. März 2018 | Hartford Wolf Pack       | Tor selbst erzielt                   |
| Tristan Jarry       | Wilkes-Barre/Scranton Penguins | 13. Nov. 2018 | Springfield Thunderbirds | Tor selbst erzielt                   |

### East Coast Hockey League
| Name            | Team                        | Datum         | Gegner                 | Art                                  |
| Corwin Saurdiff | Hampton Roads Admirals      | 18. März 1995 | Charlotte Checkers     | [ 27 ]                               |
| Olie Sundström  | Erie Panthers               | 1995/96       |                        | [ 27 ]                               |
| Sean Gauthier   | South Carolina Stingrays    | 19. Dez. 1995 | Raleigh IceCaps        | [ 27 ]                               |
| Nick Vitucci    | Charlotte Checkers          | 6. März 1996  | Louisville Icehawks    | [ 27 ]                               |
| Mark Bernard    | Toledo Storm                | 22. März 2001 | Johnstown Chiefs       | [ 27 ]                               |
| Mike Smith      | Lexington Men O’War         | 26. Okt. 2002 | Dayton Bombers         | Tor selbst erzielt                   |
| Brian Eklund    | Pensacola Ice Pilots        | 5. Dez. 2003  | Mississippi Sea Wolves | Eigentor der gegnerischen Mannschaft |
| Trevor Koenig   | Atlantic City Brdw. Bullies | 2. März 2005  | Wheeling Nailers       | [ 27 ]                               |
| Jonathan Quick  | Reading Royals              | 24. Okt. 2007 | Pensacola Ice Pilots   | Eigentor der gegnerischen Mannschaft |
| Timo Pielmeier  | Bakersfield Condors         | 19. Dez. 2009 | Utah Grizzlies         | Tor selbst erzielt                   |

### Deutschland

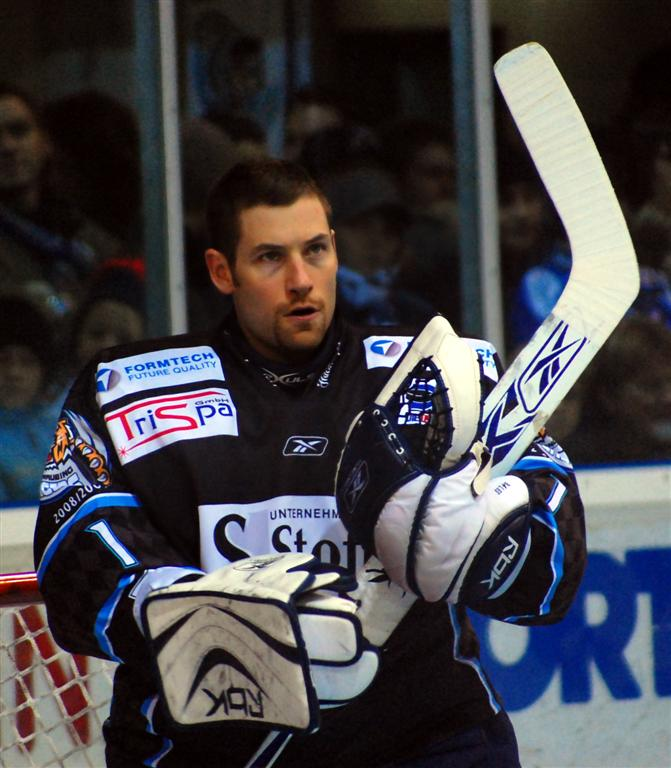
Der Straubinger Mike Bales war 2005 Torschütze einer Zweitliga-Partie.

| Name                | Team             | Datum         | Gegner              | Art                                  |
| Klaus Merk          | Berlin Capitals  | Nov. 1992     | Eisbären Berlin     | Tor selbst erzielt                   |
| Klaus Merk          | Berlin Capitals  | 1993          | Eisbären Berlin     | Tor selbst erzielt                   |
| Mike Bales          | Straubing Tigers | 30. Sep. 2005 | Landshut Cannibals  | Tor selbst erzielt                   |
| Jean-Marc Pelletier | Hamburg Freezers | 16. Sep. 2007 | Eisbären Berlin     | Eigentor der gegnerischen Mannschaft |
| Gustaf Wesslau      | Kölner Haie      | 19. Feb. 2016 | Hamburg Freezers    | Eigentor der gegnerischen Mannschaft |
| Dimitri Pätzold     | Krefeld Pinguine | 8. Dez. 2017  | Düsseldorfer EG     | Eigentor der gegnerischen Mannschaft |
| Arno Tiefensee      | Adler Mannheim   | 12. Jan. 2024 | Iserlohn Roosters   | Eigentor der gegnerischen Mannschaft |
| Lukas Steinhauer    | EHC Klostersee   | 20. Dez. 2024 | ESV Buchloe Pirates | Tor selbst erzielt                   |

### Österreich
| Name               | Team        | Datum         | Gegner               | Art                |
| Gus Morschauser    | EC VSV      | 8. Dez. 1991  | EC KAC               | Tor selbst erzielt |
| Andrew Verner      | EC KAC      | 27. Jan. 2006 | HC Innsbruck         | Tor selbst erzielt |
| Jaakko Suomalainen | HK Jesenice | 30. Dez. 2010 | KHL Medveščak Zagreb | Tor selbst erzielt |
| Thomas Höneckl     | EC VSV      | 21. Dez. 2012 | HC Innsbruck         | Tor selbst erzielt |

### Kontinentale Hockey-Liga
| Name              | Team                      | Datum         | Gegner          | Art                                  |
| Ilja Proskurjakow | HK Metallurg Magnitogorsk | 25. Jan. 2009 | Ak Bars Kasan   | Tor selbst erzielt                   |
| Edgars Masaļskis  | Dinamo Riga               | 7. Jan. 2010  | Amur Chabarowsk | Eigentor der gegnerischen Mannschaft |

### Slowakische Extraliga
| Name         | Team     | Datum        | Gegner    | Art                |
| Marek Čiliak | HK Nitra | 6. Dez. 2011 | HC Košice | Tor selbst erzielt |

## Bekannte Eishockeytorhüter
Siehe auch: Kategorie:Eishockeytorwart
- David Aebischer
Der Schweizer NHL-Torhüter gewann mit der Colorado Avalanche 2001 den Stanley Cup und gewann mit dem Schweizer Nationalteam die Bronzemedaille bei der Junioren-Weltmeisterschaft 1998.
- Ed Belfour
Die NHL-Legende ist zweifacher Sieger der Vezina Trophy, Stanley-Cup-Sieger 1999 und gewann mit dem Team Kanada das olympische Eishockeyturnier 2002.
- Martin Brodeur
Der Kanadier konnte drei Mal den Stanley Cup gewinnen, ist vierfacher Sieger der Vezina Trophy und Olympiasieger 2002.
- Reinhard Divis
Der langjährige österreichische Nationaltorhüter war der erste österreichische NHL-Goalie.
- Vladimír Dzurilla
Ehemaliger DEL-Torhüter beim SC Riessersee und tschechoslowakischer Nationaltorhüter, zweifacher Weltmeister.
- Bernhard „Bernie“ Englbrecht
Unter anderem beim EV Landshut und SC Riessersee aktiv, ehemaliger deutscher Nationaltorhüter.
- Karl Friesen
Ehemaliger deutscher Nationaltorhüter, mehrfacher Deutscher Meister, unter anderem mit dem SB Rosenheim.
- Dominik Hašek
Tschechischer NHL-Torhüter, Weltmeister und Olympiasieger, mehrfach als bester Torhüter und bester Spieler der NHL ausgezeichnet und bekannt für seinen äußerst unorthodoxen Spielstil.
- Josef „Peppi“ Heiß
Ehemaliger deutscher Nationaltorhüter, Deutscher Meister mit den Kölner Haien 1995.
- Artūrs Irbe
Lettischer NHL-Torhüter und bekannt für seine „altertümliche“ Ausrüstung.
- Olaf Kölzig
Deutscher NHL-Torhüter, geboren im südafrikanischen Johannesburg, Gewinner der Vezina Trophy 2000.
- Karel Lang
Ehemaliger DEL-Torhüter der Krefeld Pinguine.
- Jacques Plante
Historischer NHL-Torhüter und siebenfacher Gewinner der Vezina Trophy. Er führte die Torwartmaske in den Eishockey-Sport ein.
- Helmut de Raaf
Ehemaliger deutscher Nationaltorhüter, neunfacher Deutscher Meister (damit Rekordhalter) mit dem Kölner EC, der Düsseldorfer EG und den Adler Mannheim.
- Manon Rhéaume
Erste Torhüterin, die für ein NHL-Team spielte.
- Patrick Roy
Ehemaliger NHL-Torhüter; dreifacher Gewinner der Vezina Trophy, Mitglied der Hockey Hall of Fame.
- Terry Sawchuk
Ehemaliger NHL-Torhüter und vierfacher Gewinner der Vezina Trophy. Bevor er im Jahr 1962 begann, eine Maske zu tragen, musste er mit insgesamt etwa 400 Stichen im Gesicht genäht werden.
- Jamie Storr
Ehemaliger NHL-Torhüter, war 2006 von 2009 bei den DEG Metro Stars in der DEL tätig.
- Renato Tosio
Ehemaliger Schweizer Nationalgoalie.
- Andrei Trefilow
Ehemaliger NHL-Torhüter, von 2000 bis 2006 bei der Düsseldorfer EG (DEL), Olympiasieger 1992, Olympiasilbermedaillengewinner 1998.
- Wladislaw Tretjak
Dreifacher Goldmedaillengewinner bei Olympischen Winterspielen und zehnfacher Weltmeister mit der sowjetischen Eishockeynationalmannschaft. Während seiner aktiven Zeit galt Tretjak als weltbester Eishockeytorwart.
- Georges Vézina
Historischer NHL-Torhüter und Namensgeber der Vezina Trophy, der Ehrung für den besten Torhüter der NHL-Saison.
- Jimmy Waite
Ehemaliger DEL-Torhüter der Iserlohn Roosters und des ERC Ingolstadt, dreimal bester DEL-Torhüter.
- Robert Müller
Der ehemalige deutsche Nationaltorhüter verstarb am 21. Mai 2009 an einer seltenen Form des Hirntumors und spielte in seiner Karriere für die Starbulls Rosenheim, Adler Mannheim, Krefeld Pinguine, Füchse Duisburg und Kölner Haie.

## Trivia

### Aberglaube
Eishockeytorhüter werden oft als sehr abergläubisch beschrieben, und viele von ihnen haben festgefügte Gewohnheiten für die Momente vor oder während des Spiels.
- Patrick Roy hatte die Angewohnheit, vor jedem Spiel rückwärts auf das Tor zuzufahren und sich erst im letzten Moment vor Erreichen dessen umzudrehen. Dabei stellte er sich vor, das Tor würde schrumpfen. Zudem redete er während des Spiels mit den Torpfosten[37] und fuhr niemals über die Linien auf dem Eis; stattdessen übersprang er sie.
- Brian Boucher nahm vor jedem Spiel wenn möglich Penne mit Wodka-Soße zu sich.[38]

### Zitate von und über Torhüter
- Gene Ubriaco: „Im Hockey macht der Torhüter 75 % des Spiels aus. Es sei denn, es ist ein schlechter Torhüter – dann sind es 100 %.“
- Patrick Roy auf die Frage, warum seine Kinder keine Angst vor den Figuren in Horrorfilmen haben: „Sie denken, das sind alles Goalies.“
- René Bielke: „Entweder liegt es an einem selber oder es sind wirklich die anderen dran Schuld.“
- Jacques Plante beantwortet die Frage, ob sein Beruf stressig ist: „Stressig? Kennen Sie viele Jobs, bei denen jedes Mal, wenn du einen Fehler machst, ein rotes Licht über deinem Kopf aufleuchtet und 15.000 Menschen anfangen zu pfeifen?“
- Derselbe auf die Frage, ob es Feigheit sei, eine Maske zu tragen: „Ist es ein Beweis von Mut, wenn du ohne Fallschirm aus einem Flugzeug springst?“
- Gump Worsley: „Torhüter zu sein ist kein Job für einen normalen, geradlinig denkenden Menschen.“
- Glenn Hall über das Spielen ohne Maske: „Höchste Priorität hatte das Überleben, danach kam das Aufhalten des Pucks.“
- John Vanbiesbrouck auf die Frage, ob er gerne 51 Schüsse in einem Spiel abbekommt: „Ja, genauso mag ich es, aus sehr hohen Gebäuden zu springen.“[39]